# Gilberto Rondón González
Gilberto Rondón González es un abogado y político colombiano. 
Exrepresentante a la Cámara por el departamento de Boyacá, elegido para el periodo 2006-2010, además, se desempeñó como magistrado del Consejo Nacional Electoral entre 2010 y 2014, y ha ocupado altos cargos en las ramas ejecutiva y judicial. En julio de 2014 fue elegido por el Consejo de Estado como integrar la terna para contralor general de la Nación, para el periodo 2014-2018.

## Biografía
Gilberto Rondón González nació en Tunja (Boyacá) en 1958. Es abogado de la Universidad Católica de Colombia, con estudios de postgrado en: doctorado en Derecho de la Universidad Complutense de Madrid (España); Maestría en Derecho Público (en curso) en la Universidad Externado de Colombia; Especialización en Derecho Constitucional de la Universidad de Salamanca (España); Especialización en Derecho Penal de la Universidad Nacional de Colombia; Especialización en Derecho Administrativo de la Universidad del Rosario; Especialización en Derecho Constitucional de la Universidad Externado de Colombia; Especialización en Gerencia Pública y Control Fiscal de la Universidad del Rosario. Además, es Diplomado en Altos Estudios Internacionales del Instituto del mismo nombre, en Madrid (España).
Es profesor universitario de postgrado en Derecho Administrativo, y ha sido conferencista en Derecho Penal, Administrativo, Electoral y del Estatuto Financiero de Colombia, en las Universidades del Rosario, Santo Tomás, Universidad de Boyacá y el Instituto Colombiano de Derecho Procesal.
Ha sido alcalde de algunos municipios del departamento de Boyacá; Defensor Público; Jefe de Asuntos Municipales de la Gobernación de Boyacá; Asesor Jurídico Externo de Diversas Entidades Públicas del Orden Nacional, Departamental y Municipal; Asesor Jurídico de empresas e instituciones privadas y de entidades del sistema financiero (bancos, fondo de pensiones, cooperativas).

## Trayectoria como concejal y congresista
Además de desempeñarse como Concejal de Tunja en varios periodos y Presidente de esa corporación, Rondón fue elegido en 2006 como representante a la Cámara por el departamento de Boyacá. Allí perteneció a la Comisión Tercera Constitucional que maneja temas económicos. Así mismo, fue miembro de la Comisión de Acusaciones de la Cámara de Representantes, y fue Vicepresidente de la Comisión Especial de Ordenamiento Territorial.
Como parlamentario, fue ponente coordinador, entre otros, de los siguientes proyectos de ley: Reforma al Estatuto Financiero de Colombia; Presupuesto de Rentas y Recursos de Capital y la  Ley de Apropiaciones para la vigencia fiscal 2010; modificación al Estatuto Tributario; Fijación de Régimen propio del monopolio rentístico de los juegos de suerte y azar; Régimen de insolvencia para personas naturales no comerciantes; y el fortalecimiento de mecanismos de financiación para el micro, pequeño y mediano empresario.
De igual manera, realizó debates de control político en relación con las concesiones viales y la venta de las empresas de energía del país, y participó de la ronda de negociaciones de los TLC entre Colombia y la Unión Europea.[cita requerida]

## Trayectoria en la rama Judicial
Rondón fue Conjuez de la Sala Penal del Tribunal Superior de Tunja. Luego de culminar su período en el Congreso de la República (2006-2010), Rondón fue elegido como Magistrado del Consejo Nacional Electoral para el término 2010-2014.
Como Magistrado fue miembro de la Junta Directiva del Fondo Rotatorio de la Registraduría Nacional del Estado Civil desde 2010 a 2013, y participó como Observador Internacional en las elecciones de Estados Unidos, México, Chile, Paraguay, Costa Rica, Perú y Ecuador.

## Gestión Humanitaria
Gilberto  Rondón ha sido Defensor de los Derechos Humanos como  Abogado Penalista en ejercicio y, luego, como miembro activo de la organización internacional "Las voces del secuestro", cuyo presidente es el periodista Herbin Hoyos Medina.
Gracias a los programas "Colombia Universal Reportajes" y "Las Voces del Secuestro",  emitidos por la cadena radial colombiana Caracol y la Red Mundial de Radio, sintonizada en 42 países, los familiares de los secuestrados pueden hacer llegar a sus seres queridos sus mensajes de ánimo y apoyo durante el cautiverio.
Rondón también fue pieza clave en el desarrollo de la caravana "Por la libertad de los secuestrados", comenzando en España y  llegando a Italia a través de Francia. La caravana fue recibida en la Ciudad del Vaticano por Benedicto XVI.
Esta iniciativa fue resaltada en el 2009 por el Club de Medios de Prensa de España, otorgándole a Gilberto Rondón y a la organización internacional "Las voces del secuestro" el premio Perséfone por su invaluable trabajo a favor de la liberación de los secuestrados en Colombia.